# Osa (Navarra)
Osa (Otsa en euskera) es un antiguo concejo del municipio navarro de Arce, España. Desde el 25 de octubre de 1990, se extingue como concejo y pasa a ser un lugar. En 2005 tenía 2 habitantes.